# Landesgartenschau Alzenau 2015
Die Landesgartenschau in Alzenau war die zehnte regionale Kleine Gartenschau in Bayern, die vom 22. Mai bis zum 16. August 2015 in Alzenau in Unterfranken stattfand.

## Geographie

### Gelände

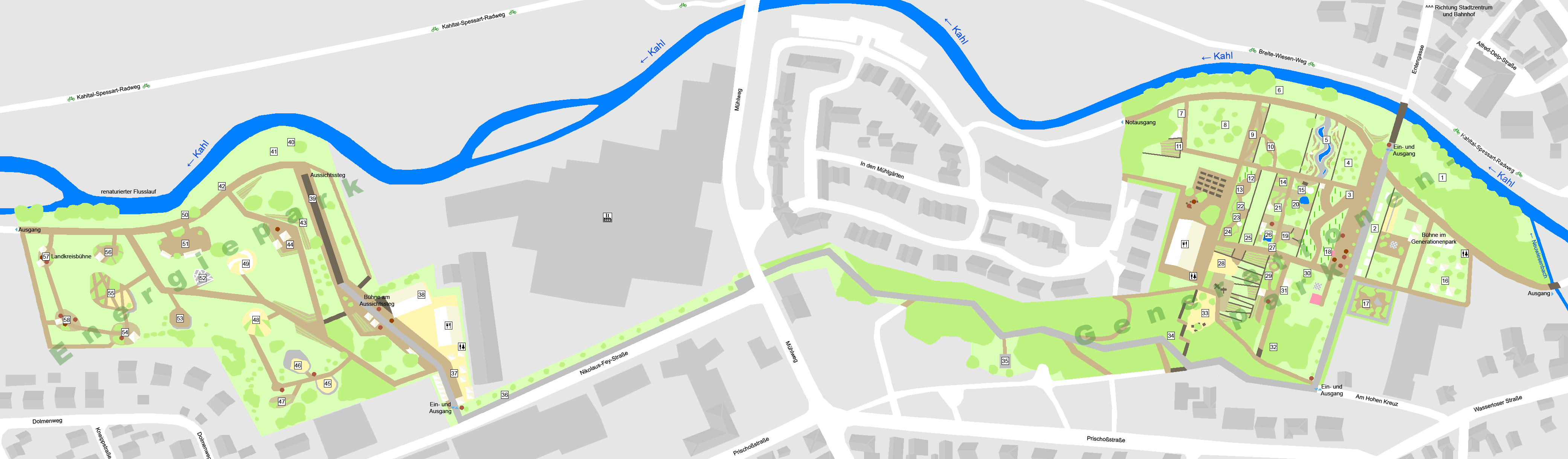
Geländeplan

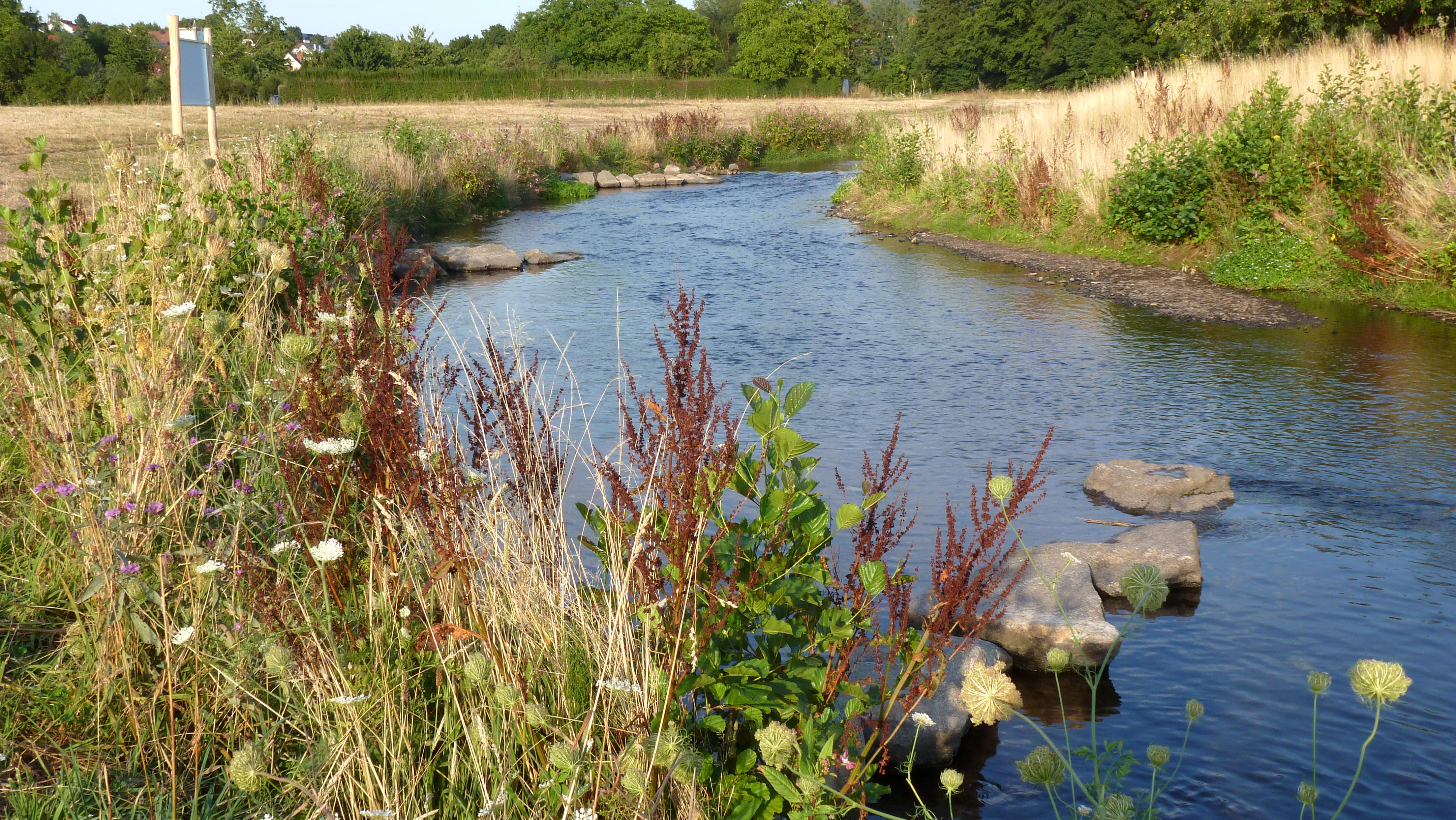
Renaturierter Flusslauf der Kahl im Gartenschaugelände

Als Ausstellungsgelände wurden am Fluss Kahl die beiden miteinander verbundenen Parkanlagen Generationenpark und Energiepark angelegt, sowie bereits bestehende, kleinere Bereiche, wie der Hauckwald, umgestaltet. Insgesamt hatte die Ausstellung eine Fläche von 9 ha.

#### Generationenpark
Der Generationenpark liegt in der Nähe des Stadtzentrums. Dort befanden sich über die gesamte Dauer der Landesgartenschau die stetigen Hauptattraktionen. Es gab dort eine Kneipp-Anlage, Wein- und Rosengarten, Spiel- und Sportwiesen, Bewegungsparcours, Obstlounge, Winzerpavillon oder die Baumschaukel. Im südlichen Teil befanden sich ein Spielplatz, ein Aussichtspunkt und ein 36 m² großes, begehbares Luftbild. Viele dieser Sehenswürdigkeiten wurden nach der Gartenschau nicht wieder rückgebaut und befinden sich heute noch im Generationenpark.

#### Energiepark
Der Energiepark befindet sich im westlichen Teil Alzenaus am Rande des Prischoßes. Er war mit dem Generationenpark über einen barrierefreien Parcours verbunden. In dieser Strecke konnte man einen Kollergang besichtigen. Im Energiepark gab es den 74 Meter langen Aussichtssteg „Kahlaue“ sowie Licht- und Wasserspiele.

## Geschichte

### Bewerbung
Im November 2008 bewarb sich Alzenau als Austragungsort einer Kleinen Landesgartenschau beim Münchner Vergabeausschuss der Gesellschaft zur Förderung der bayrischen Landesgartenschauen. Das Bewerbungskonzept basierte vor allem auf der Annahme, dass der Umzug des Wellpappen-Unternehmens ins nördliche Industriegebiet funktioniert und die beiden Ausstellungsgelände unmittelbar miteinander verbunden wären. Der Zuschlag für das Jahr 2015 erfolgte dann im April 2009. Im August des gleichen Jahres wurde der Durchführungsvertrag abgeschlossen.

### Bauarbeiten

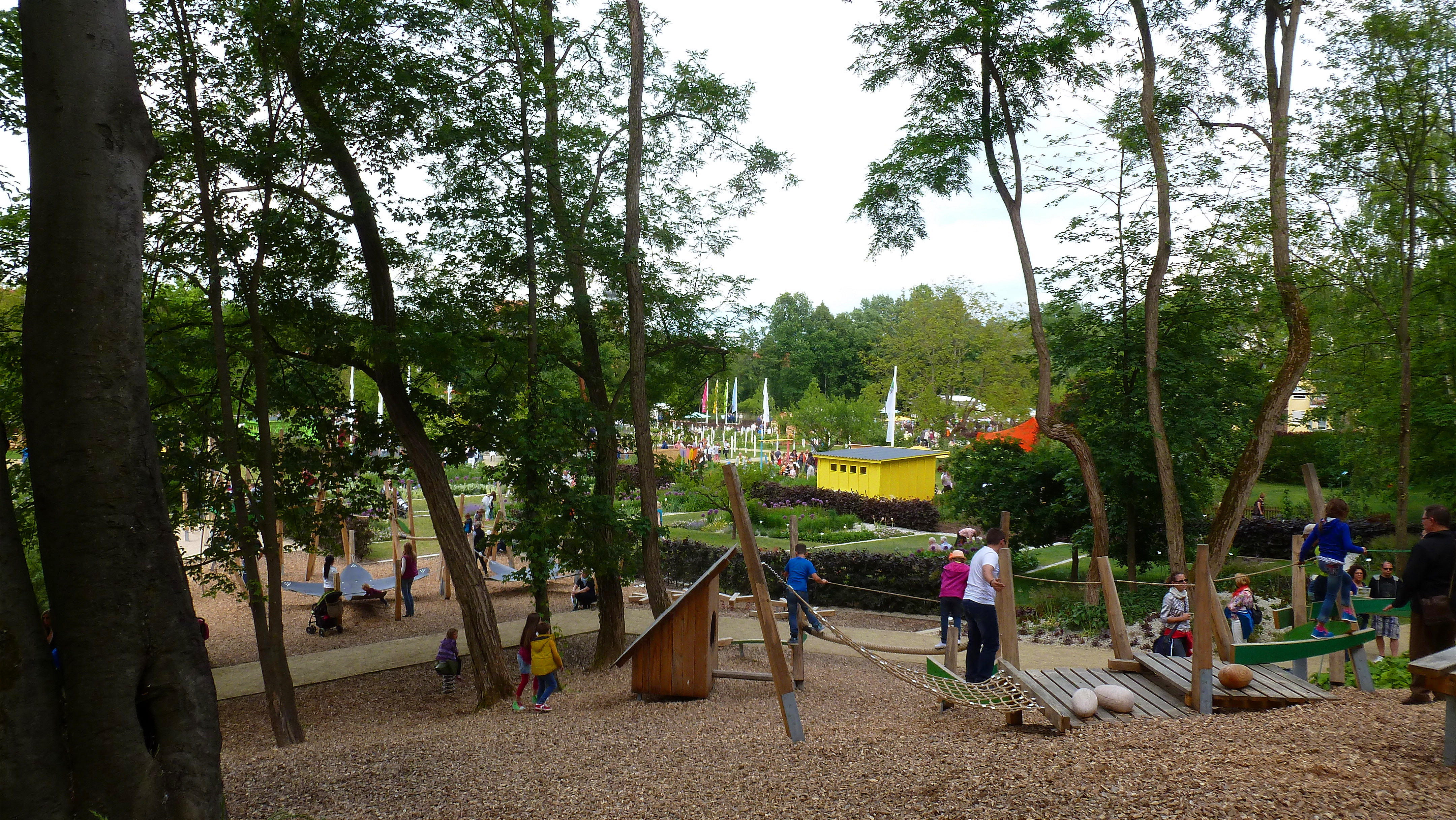
Gartenschaugelände im Generationenpark vom Spielplatz „Kuckucksnest“ gesehen

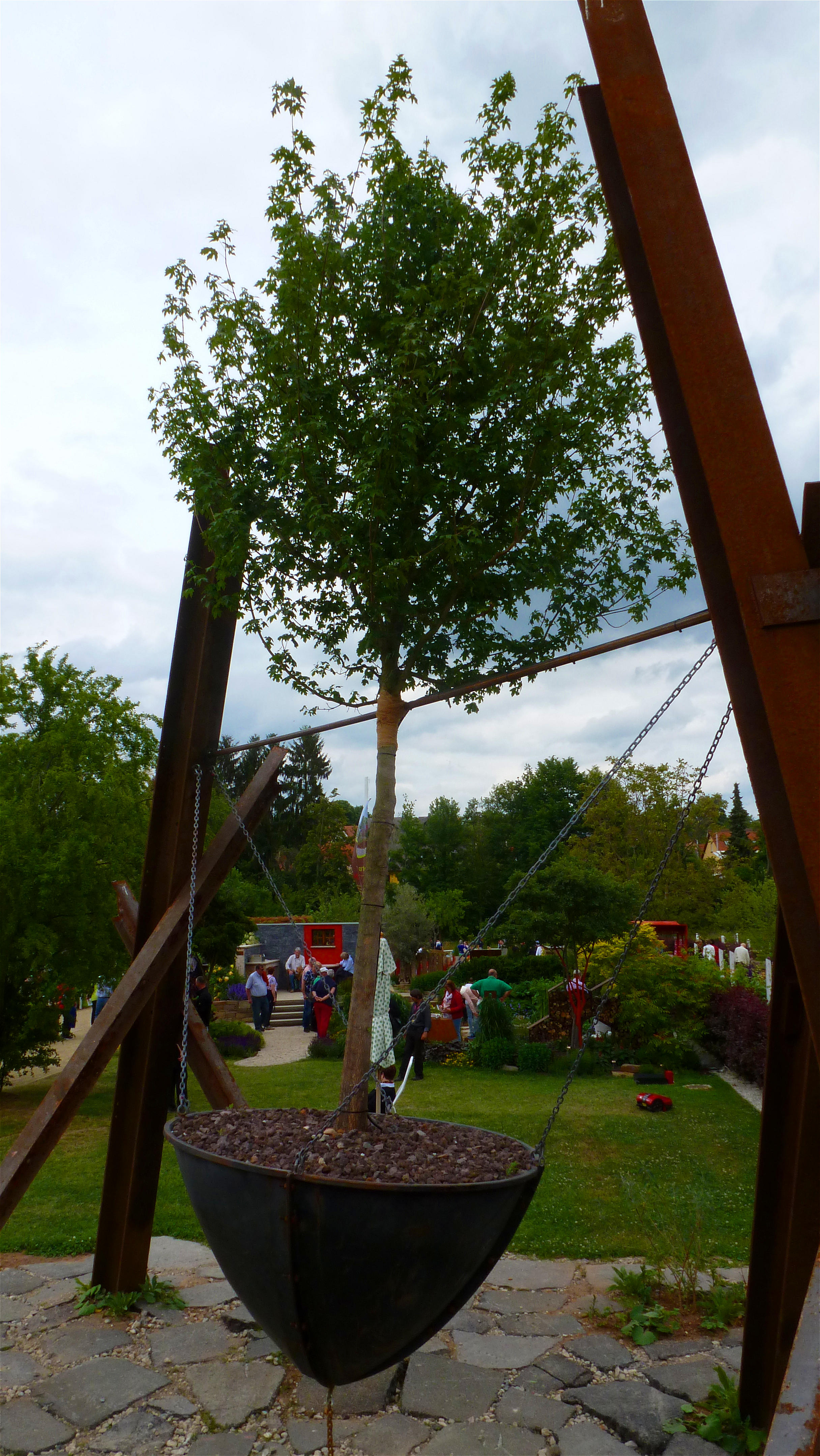
Baumschaukel

Am 3. Oktober 2012 erfolgte der Spatenstich. Die Fahnenübergabe wurde im August 2013 nach Abschluss der Kleinen Landesgartenschau Tirschenreuth durchgeführt. Mehr als 500 Bäume und Sträucher pflanzte man während der rund zweieinhalbjährigen Bauzeit. Der Fluss Kahl wurde durch das Wasserwirtschaftsamt Aschaffenburg auf einer Länge von 2.200 Metern renaturiert. Dafür wurden über 6 ha Land erworben. Fünf Monate vor Beginn kam Gartenschaumaterial aus der vorherigen (großen) Austragungsstadt Deggendorf an.
Alle Kindergärten in Alzenau waren nach Abschluss der Bauarbeiten, einen Tag vor Eröffnung, dazu eingeladen, die Spielplätze zu testen. Der Besucherparkplatz wurde im Norden von Alzenau in der Sandgrube errichtet. Von dort aus gab es eine Shuttlebusverbindung zum Busbahnhof, in der Nähe des Generationenparks.

#### Begleitende Maßnahmen
Im Zuge der Bauarbeiten für die Landesgartenschau wurden in weiteren Bereichen der Stadt Baumaßnahmen vorgenommen. So legte man zum Beispiel am Hang der Burg Alzenau einen Weinberg an, der Meßmerpark unterhalb der Villa Meßmer wurde verschönert oder im Kumpfgarten begrünte man freie Plätze. Des Weiteren wurden bei den Sanierungsarbeiten der Hanauer Straße einst gefällte Bäume am Straßenrand neu gepflanzt.

### Ablauf
Die Eröffnung erfolgte am 23. Mai 2015 durch Ulrike Scharf, Bayerische Staatsministerin für Umwelt und Verbraucherschutz und den Alzenauer Bürgermeister Alexander Legler mit einem feierlichen Festakt und etwa 700 geladenen Gästen. Traditionell wurde dabei ein Blumenband durchschnitten. Über die gesamte Dauer der Landesgartenschau von 87 Tagen wurden im gesamten Gelände und auf drei Bühnen Unterhaltungsprogramme mit über 2.000 Veranstaltungen von über 10.000 Mitwirkenden geboten. Unter anderem gab es ein Kinderkonzert mit Rolf Zuckowski. Im Mittelpunkt standen die Themen Naturschutz und Energie sowie Weinbau und Spessart. Auch das Bayerische Umweltministerium und das Landwirtschaftsministerium waren mit einem eigenen Pavillon auf der Gartenschau vertreten.
Wegen der trockenen und heißen Witterung war das Pflegen der Gartenanlagen eine besondere Herausforderung. Dabei wurde auch eine sehr große Wassermenge von 6.076 m³ für die Bewässerung verbraucht. Am Samstag, dem 25. Juli war ein Sturm so heftig, dass Sonnenschirme, Bühnenüberdachungen und große Blumenkübel umgeworfen wurden. Das Gelände musste deshalb geschlossen werden.

### Abschluss
Am 16. August wurde im Beisein von Landtagspräsidentin Barbara Stamm die Landesgartenschau 2015 in Alzenau mit der Fahnenübergabe an die Stadt Pfaffenhofen an der Ilm abgeschlossen.

### Nachnutzung
Nach Abschluss der Rückbauarbeiten stehen der Bevölkerung nun die beiden Parkanlagen Generationenpark und Energiepark zur Verfügung und können als städtisches Naherholungsgebiet genutzt werden.

## Kosten
Die reinen Baukosten betrugen 5,05 Millionen Euro. Die Durchführung kostete 3,6 Mio. €. Diese wurde durch das Bayerische Umweltministerium mit 1,6 Mio. €, durch den EFRE-Fonds der Europäischen Union mit 500.000 € und durch das Bayerische Landwirtschaftsministerium mit 25.000 €, gefördert.
Geplante Einnahmen durch Eintrittskarten lagen bei 2 Mio. € wobei nur 1,71 Mio. € eingenommen wurden. Eine Tageskarte für Erwachsene kostete 12,00 Euro, für Kinder 3,00 Euro.

## Besucher
Wegen der andauernden Hitzewelle 2015, mit Temperaturen von fast 40 °C (5. Juli und 7. August) in Alzenau, kamen nicht die 300.000 Besucher wie erwartet. Insgesamt wurden nur 284.066 Besuche gezählt. Die besucherstärksten Tage waren der 31. Mai mit 6.166, der 26. Juli mit 5.989 und der 2. August mit 6.120 Besuchen. Es wurden 8749 Dauerkarten verkauft.

### Prominente Besucher
Zahlreiche Politiker, die sich auch in das Gästebuch der Stadt eintrugen, besuchten die Landesgartenschau Alzenau:
- Ulrike Scharf, Bayerische Umweltministerin
- Helmut Brunner, Bayerischer Landwirtschaftsminister
- Winfried Bausback, Bayerischer Justizminister
- Johannes Singhammer, Bundestagsvizepräsident
- Takeshi Kamiyama, japanischer Generalkonsul
- Ayaka Fukuda, japanische Vizekonsulin
- Gisela Bornowski, evangelische Regionalbischöfin
- Friedhelm Hofmann, katholischer Bischof
- Barbara Stamm, Landtagspräsidentin